# Балакин, Владимир Егорович
Владимир Егорович Балакин (род. 6 декабря 1944 года) — российский физик, член-корреспондент Российской академии наук.

## Биография
Родился в 1944 году в селе Каяушка (в современном Каяушкинском сельсовете Родинского района) Алтайского края. В 1968 году закончил физический факультет Новосибирского государственного университета, после чего пошёл работать в Институт ядерной физики, где прошёл путь от стажёра-исследователя до заместителя директора. В 1984 году стал доктором физико-математических наук.
С 1987 года В. Е. Балакин возглавил филиал Института (ФИЯФ) в городе Протвино Московской области. В 1994 году был избран членом-корреспондентом РАН по Отделению ядерной физики (ядерная физика). В 2003 году возглавляемый им филиал был переподчинён Физическому институту РАН (ФИАН) с преобразованием в Физико-технический центр, и В. Е. Балакин стал директором Центра и заместителем директора ФИАН.

## Научные достижения
В. Е. Балакин принимал непосредственное участие в разработке и проведении первых опытов на встречных пучках. Является одним из авторов нового подхода в физике ускорителей — встречных линейных электрон-позитронных пучков (проект ВЛЭПП) на сверхвысоких энергиях вплоть до 2×1000 ГэВ. Работы по созданию линейных ускорителей с высоким темпом ускорения для ВЛЭПП стали одним из основных направлений в развитии физики высоких энергий, сделав Балакина признанным научным лидером в стране и мире в данной области. Научные идеи и технические решения, найденные им, применяются в проектах линейных коллайдеров США, Японии, Германии и ЦЕРНа. Предложенный им метод подавления неустойчивости сгустка используется в линейном ускорителе комплекса SLAC в Стенфорде и получил название «BNS damping» по имени авторов публикации (Балакин, Новохатский, Смирнов).
С начала 2000-х В.Е. Балакин разрабатывает компактные протонные синхротроны для протонной терапии. В конце ноября 2015 года на установке Балакина «Прометеус» начато непосредственное лечение пациентов. К февралю 2018 года пролечены 200 пациентов.

## Награды, премии, почётные звания
- Премия Ленинского комсомола (1972)
- Орден Дружбы народов (1986)

## Публикации
- Гулидов И. А., Мардынский Ю. С., Балакин В. Е. и др. Новые возможности для протонной терапии в России // Вопросы онкологии. — 2016. — Т. 62, № 5. — С. 570-572. — ISSN 0507-3758.
- Открытый семинар В. Е. Балакина по теме протонной терапии в Протвино. 21 февраля 2018 года
- Список публикаций  Балакина В. Е. с 2014 года на Google Scholar